# Třešňový sad U Hvězdy
Třešňový sad U Hvězdy v Liboci v Praze roste severně od Obory Hvězda mezi rybníkem Terezka a kostelem svatého Fabiána a Šebestiána.

## Historie
Sad byl vysazen v místech zahrádkářské kolonie, která zde vznikla na pozemku farnosti a hospodařila až do 90. let 20. století. Poté údolní část zahrádek ustoupila soukromé společnosti, která zde do roku 2004 měla skladové prostory; místo od té doby zarůstalo a pustlo a bylo zanášeno odpadem.
V roce 2017 začala revitalizace celé oblasti. Pozemek byl vyčištěn od odpadu, zbylé zahrádky zrušeny, místo otevřeno veřejnosti a na svazích vysázen třešňový sad ze starých historických odrůd.

## Parametry
- Celková rozloha: 0,5 ha
- Počet stromů: 18 nových stromů (r. 2019)
- Odrůdy:
  - Třešně (16 ks): Doupovská černá, Droganova, Karešova, Ladeho pozdní, Moreau, Napoleonova
  - Další stromy: jabloň (1 ks), hrušeň (1 ks)
- Ovoce k natrhání: ano[1]